# 1851年のスポーツ
1851年のスポーツ（1851ねんのスポーツ）では、1851年（嘉永4年）のスポーツ関連の出来事についてまとめる。
- 年度別スポーツ記事一覧

## 競馬

### イギリス

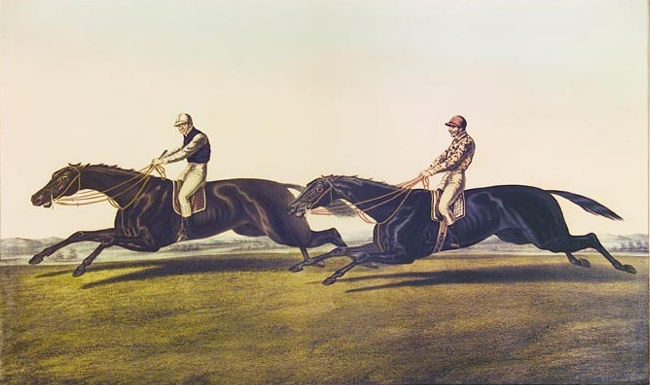
マッチレースの様子

- 5月13日ヨーク競馬場で距離2マイル、掛け金1000ポンドのマッチレースが行われた。

○ザフライングダッチマン（C.マーロウ）（15戦14勝、唯一の敗戦はヴォルティジュールに対してのもの、1849年ダービーステークス、セントレジャーステークス他）
●ヴォルティジュール（J.マーソン）（5戦5勝、1850年ダービーステークス、セントレジャーステークス他）
結果 : 1馬身差でザフライングダッチマンがヴォルティジュールを下す。
クラシック
- 2000ギニー - ヘルナンデス
- 1000ギニー - アフロディーテ
- エプソムダービー - テディントン
- エプソムオークス - アイリス
- セントレジャーステークス - ニューミンスター

その他主要レース
- アスコットゴールドカップ - ウーリッジ
- グッドウッドカップ - ナンシー
- ドンカスターカップ - ザバン
- グランドナショナル - アブドアルカーディル

### フランス
- ジョッケクルブ賞 - アマルフィ

## ヨット
- アメリカスカップの元となるワイト島一周レースで、アメリカ号勝利

## 野球
- 初めて野球のユニフォームがアメリカのニッカーボッカーで着用される

## 誕生
- 4月20日 - トム・モリス・ジュニア（イギリス、ゴルフ、+1875年）